# 23 mai
ianuarie • februarie • martie  • aprilie  • mai  • iunie  • iulie  • august  • septembrie  • octombrie  • noiembrie  • decembrie
23 mai este a 143-a zi a calendarului gregorian și ziua a 144-a în anii bisecți. Mai sunt 222 de zile până la sfârșitul anului.

## Evenimente

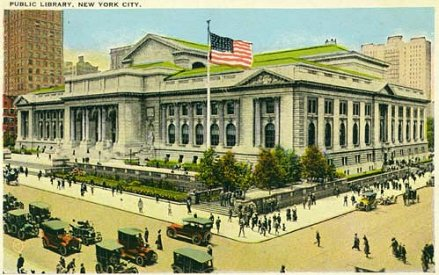
1911: Deschiderea Bibliotecii Publice din New York.

- 1430: Ioana D'Arc este capturată de către burgunzi în timp ce conducea armata spre a elibera Compiègne.[1]
- 1498: Girolamo Savonarola este spânzurat la Florența din ordinul Papei Alexandru al VI-lea care îl declară ca "eretic, schismatic și neiubitor de Sfântul Scaun". Apoi, în fața unei mulțimi de oameni, este ars.
- 1533: Arhiepiscopul de Canterbury, Thomas Cranmer, declară căsătoria regelui Henric al VIII-lea al Angliei cu Caterina de Aragon nulă și neavenită. Atrage asupra sa mânia Vaticanului, care mai târziu va răspunde cu o excomunicare papală.
- 1555: Giovanni Pietro Caraffa devine Papa Paul al IV-lea.
- 1568: Țările de Jos își declară independența față de Spania.
- 1706: Bătălia de la Ramillies: John Churchill, Duce de Marlborough învinge armata franceză aflată sub comanda mareșalului Villeroi.[2]
- 1911: Deschiderea Bibliotecii Publice din New York.
- 1915: Primul Război Mondial: Italia a declarat război Austro-Ungariei.
- 1929: Este lansată prima animație Mickey Mouse cu sunet, „Copilul carnavalului".
- 1934: Faimosul cuplul de gangsteri americani Bonnie Parker și Clyde Barrow au fost împușcați în apropiere de Bienville Parish, Louisiana, de către poliție.
- 1942: După câteva zile de luptă, în războiul împotriva Uniunii Sovietice 1941-1945, armata germană (Wehrmachtul) reușește în cea de-a doua bătălie de la Harkov să încercuiască complet Armata Roșie în Harkov. Capitularea are loc la data de 28 mai.
- 1945: Guvernul german este destituit din funcție de către aliați, după care este închis.
- 1945: Al Doilea Război Mondial: Heinrich Himmler, șeful SS, se sinucide cu cianură în timp ce se afla în custodia Aliaților.
- 1949: Consiliul Parlamentului vest-german (Bundesrat) s-a întrunit și a declarat în mod oficial formarea Republicii Federale Germane.
- 1959: Televiziunea Română are loc prima transmisie a unei piese de teatru
- 1971: Este inaugurat Hotelul Intercontinental din București, finalizat după 3 ani de la începerea construcției acestui hotel, în 1968. Cu 24 de etaje și 87 de metri înălțime, a devenit a doua cea mai înaltă clădire din București.
- 1992: Cel mai proeminent magistrat italian anti-mafie, Giovanni Falcone, soția și trei bodyguarzi au fost uciși de clanul Corleonesi cu o bombă de o jumătate de tonă lângă Capaci, Sicilia. Prietenul și colegul său Paolo Borsellino va fi asasinat după mai puțin de două luni, anul 1992 devenind astfel un punct de cotitură în istoria procurorilor mafiei italiene.
- 1995: Este lansată prima versiune a limbajului de programare Java.

## Nașteri
- 1052: Regele Filip I al Franței (d. 1108)
- 1629: Wilhelm al VI-lea, Landgraf de Hesse-Kassel (d. 1663)
- 1707: Carolus Linnæus, botanist suedez (d. 1778)
- 1730: Prințul Augustus Ferdinand al Prusiei, membru al Casei de Hohenzollern (d. 1813)
- 1734: Franz Anton Mesmer, medic german (d. 1815)
- 1754: Andrea Appiani, pictor italian (d. 1817)
- 1824: Ambrose Burnside, ofițer, inventator, industriaș și om politic american (d. 1881)

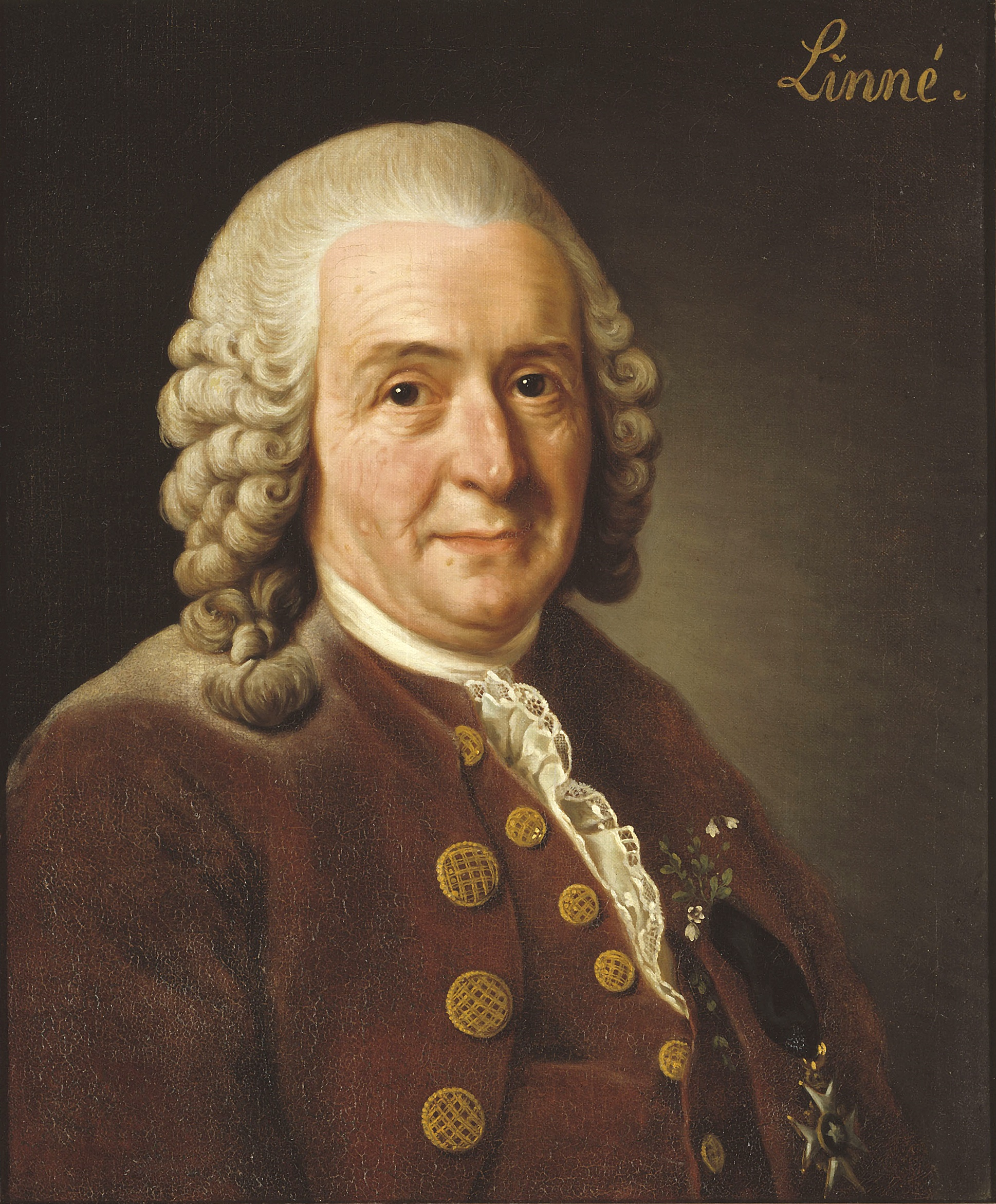
Carolus Linnæus, botanist suedez
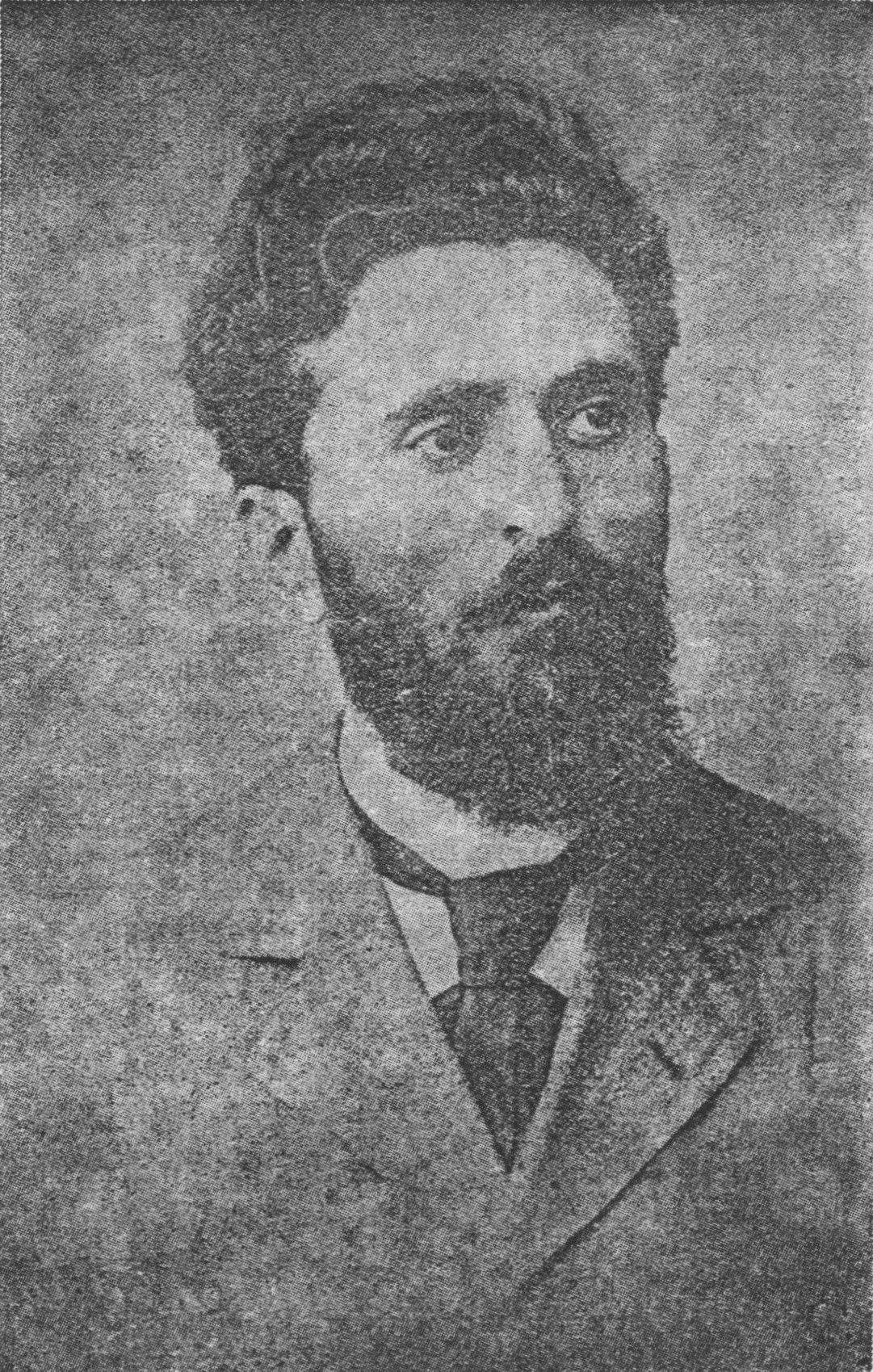
Garabet Ibrăileanu, critic și teoretician literar român
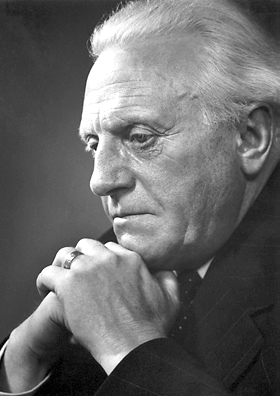
Pär Lagerkvist, scriitor suedez, laureat Nobel

- 1834: Carl Heinrich Bloch, pictor danez (d. 1890)
- 1848: Otto Lilienthal, pionier de zbor și inginer german (d. 1896)
- 1861: József Rippl-Rónai, pictor impresionist (d. 1927)
- 1871: Garabet Ibrăileanu, critic, istoric și teoretician literar român (d. 1936)
- 1890: Prințesa Dagmar a Danemarcei  (d. 1961)
- 1891: Pär Lagerkvist, scriitor suedez, laureat al Premiului Nobel (d. 1974)
- 1899: George Matei Cantacuzino, arhitect, pictor și eseist român (d. 1960)
- 1900: Hans Frank, avocat german, guvernator general al Poloniei ocupate (d. 1946)
- 1902: Vladimir Streinu (Nicolae Iordache), critic literar, eseist, poet român (d. 1970)
- 1908: John Bardeen, fizician american, laureat al Premiului Nobel (d. 1991)
- 1910: Artie Shaw, clarinetist, compozitor și șef de orchestră american (d. 2004)
- 1917: Edward Lorenz, matematician și meteorolog american (d. 2008)
- 1921: Grigori Ciuhrai, regizor sovietic de film (d. 2001)

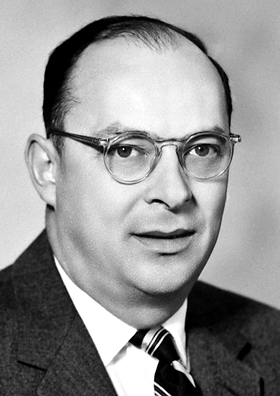
John Bardeen, fizician american, laureat Nobel
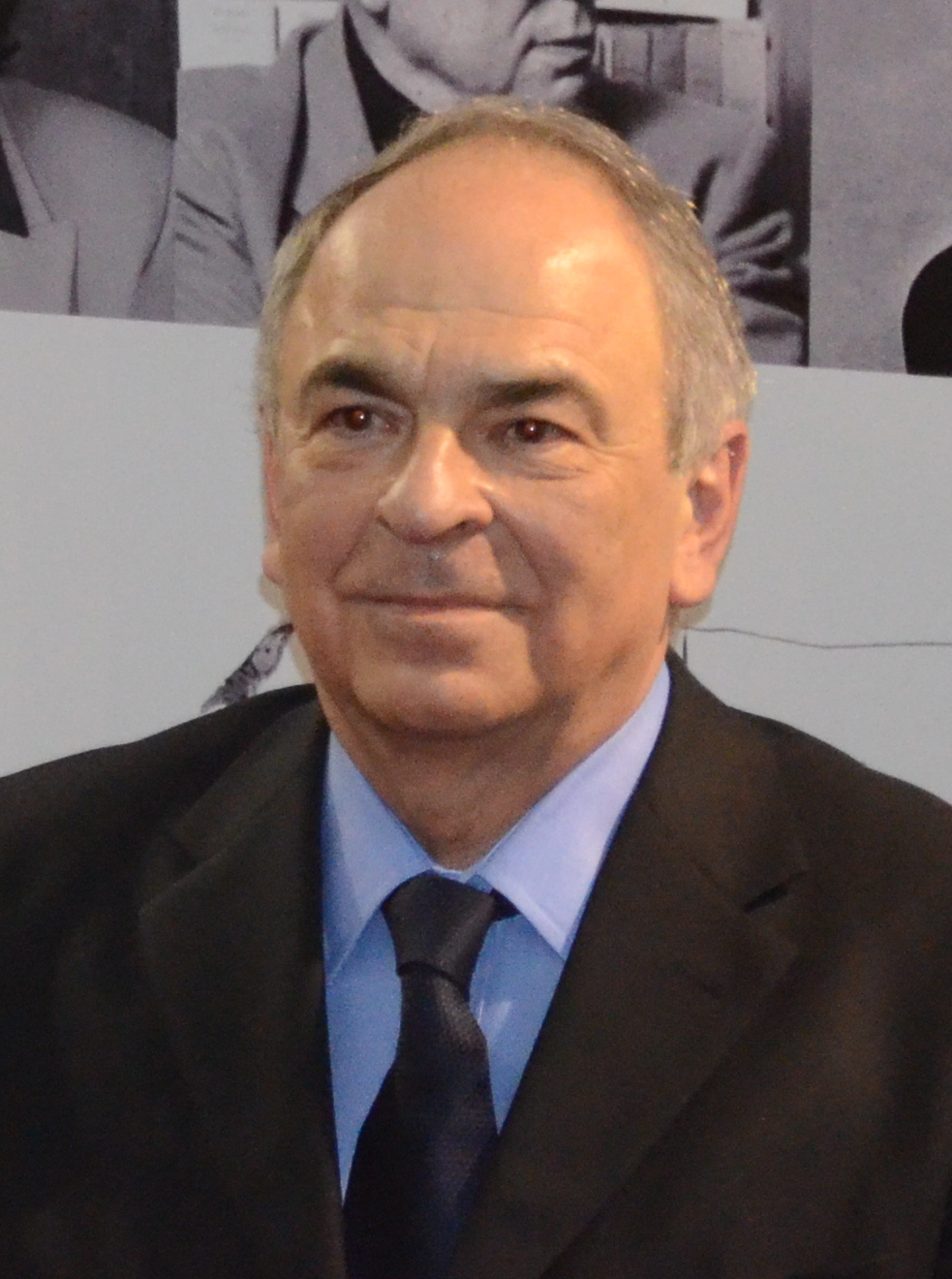
Gabriel Liiceanu, eseist și filosof român
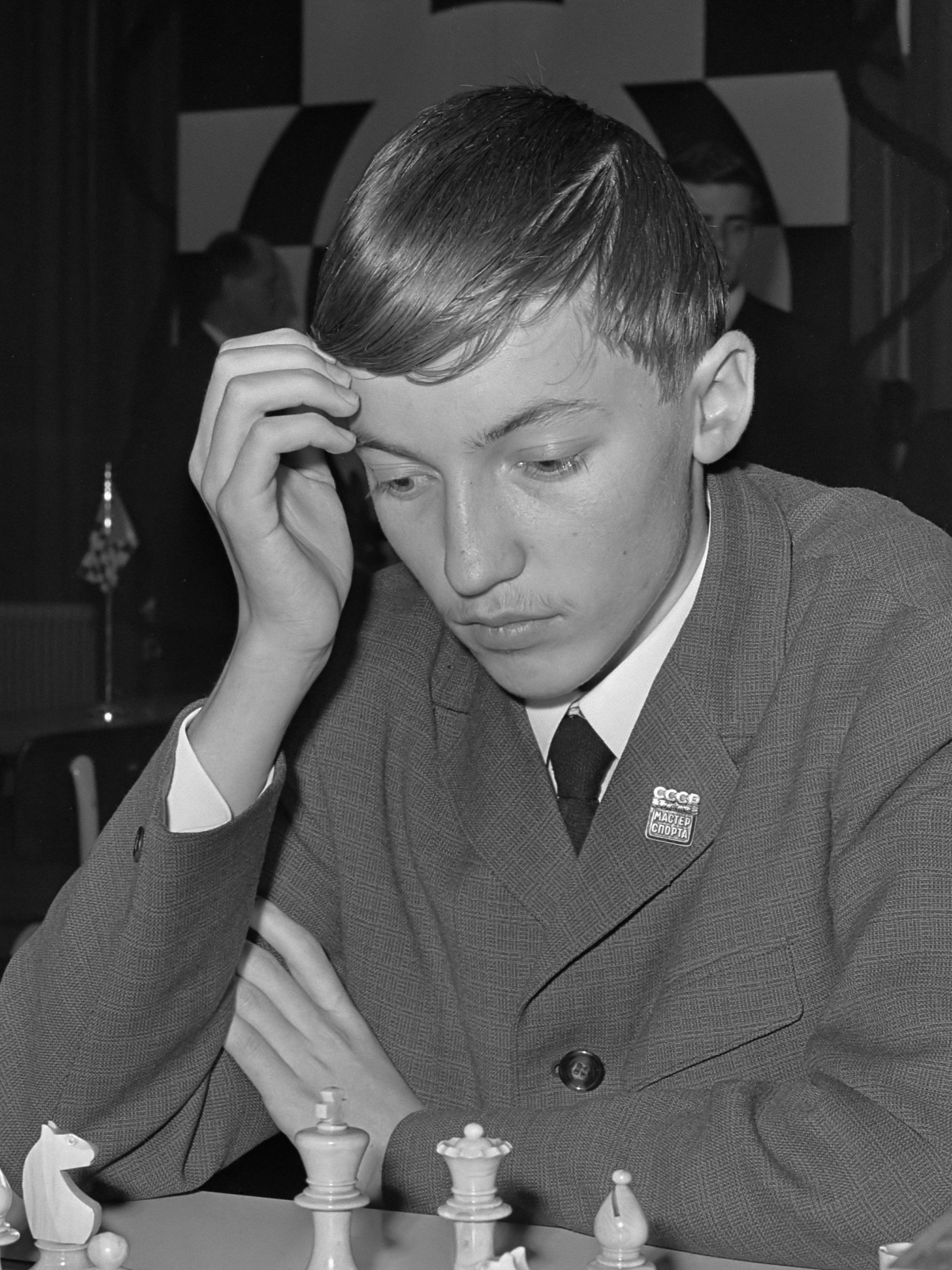
Anatoli Karpov, mare maestru internațional rus de șah

- 1923: Boris Dorfman, publicist ucrainean de etnie evreiască, născut în România (d. 2022)
- 1923: Eduardo Lourenço, scriitor, filozof, eseist și critic literar portughez (d. 2020)
- 1931: Lucian Mureșan, arhiepiscop și mitropolit al Bisericii Române Unite cu Roma, cardinal
- 1939: J.M.A. Biesheuvel, scriitor olandez (d. 2020)
- 1942: Gabriel Liiceanu, eseist și filosof român
- 1946: Sorin Ilfoveanu, pictor român
- 1951: Anatoli Karpov, mare maestru internațional rus de șah
- 1951: Vintilă Mihăilescu autor, publicist, psihosociolog și antropolog cultural român (d. 2020)
- 1955: Nati Meir, politician român de origine israeliană
- 1956: Daniela Condurache, cântăreață română de muzică populară
- 1960: Horea Dorin Uioreanu, politician român
- 1967: Phil Selway, baterist al trupei Radiohead
- 1983: Randi, cântăreț și producător muzical român
- 1987: Bray Wyatt, wrestler american (d. 2023)
- 1991: Lena Meyer-Landrut, cântăreață germană de muzică pop
- 1996: Răzvan Marin, fotbalist român

## Decese
- 1125: Henric al V-lea, Împărat al Sfântului Imperiu Roman (n. 1081)
- 1498: Girolamo Savonarola, reformator religios italian (n. 1452)
- 1627: Luis de Gongora y Argote, poet spaniol baroc (n. 1561)
- 1670: Ferdinando al II-lea de' Medici, Mare Duce de Toscana (n. 1610)
- 1681: Pedro Calderón de la Barca, dramaturg spaniol (n. 1600)

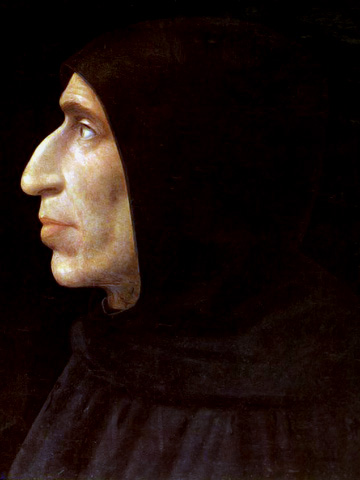
Girolamo Savonarola, reformator religios italian
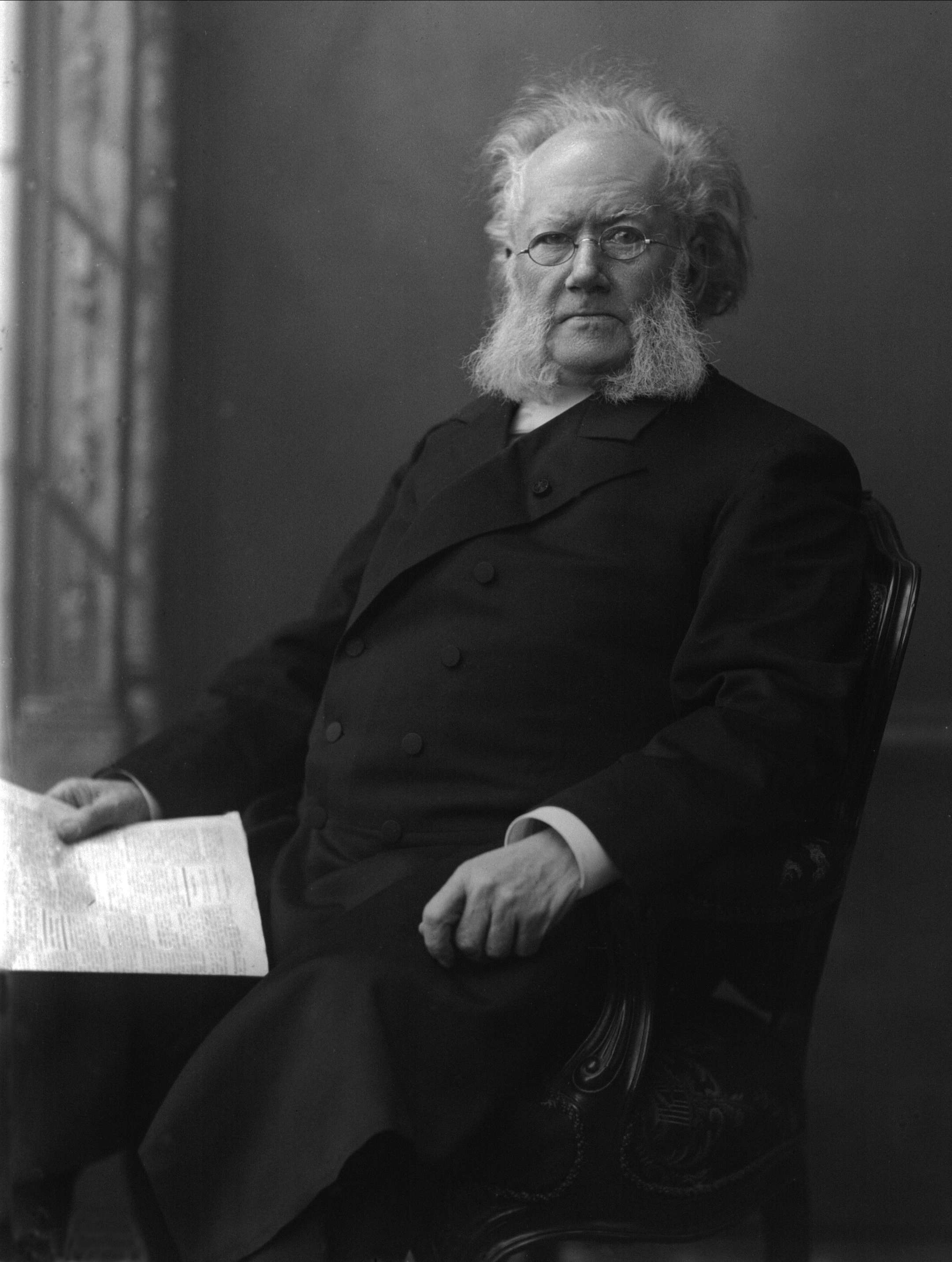
Henrik Ibsen, dramaturg norvegian
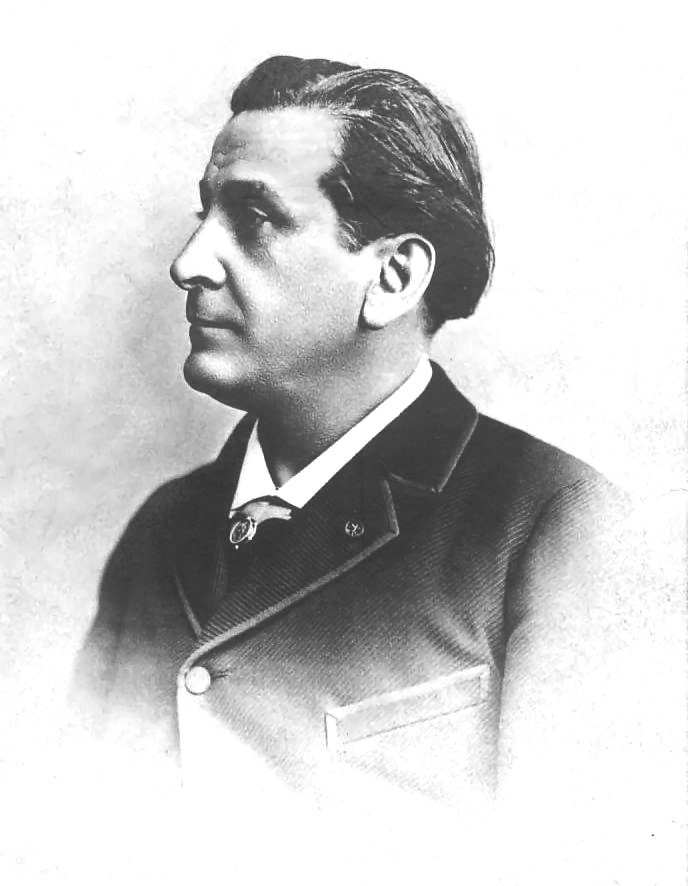
François Coppée, poet și romancier francez

- 1691: Adrien Auzout, astronom francez (n. 1622)
- 1813: Géraud Duroc, general francez (n. 1772)
- 1886: Pierre Édouard Frère, pictor francez (n. 1819)
- 1895: Franz Ernst Neumann, fizician și matematician, considerat fondatorul fizicii matematice (n. 1798)
- 1906: Henrik Ibsen, dramaturg norvegian (n. 1828)
- 1908: François Coppée, poet și romancier francez (n. 1842)
- 1926: František Brábek, profesor universitar și traducător ceh din limba maghiară (n. 1848)
- 1934: Zdenka Braunerová, pictoriță cehă (n. 1858)
- 1937: John D. Rockefeller, industriaș american, fondatorul Standard Oil Company (n. 1839)

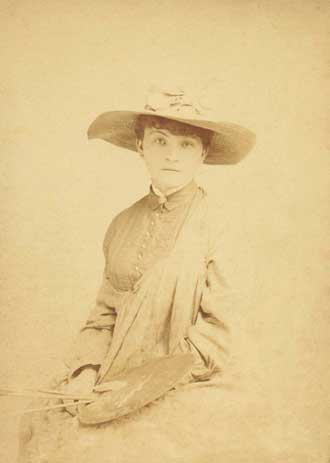
Zdenka Braunerová, pictoriță cehă
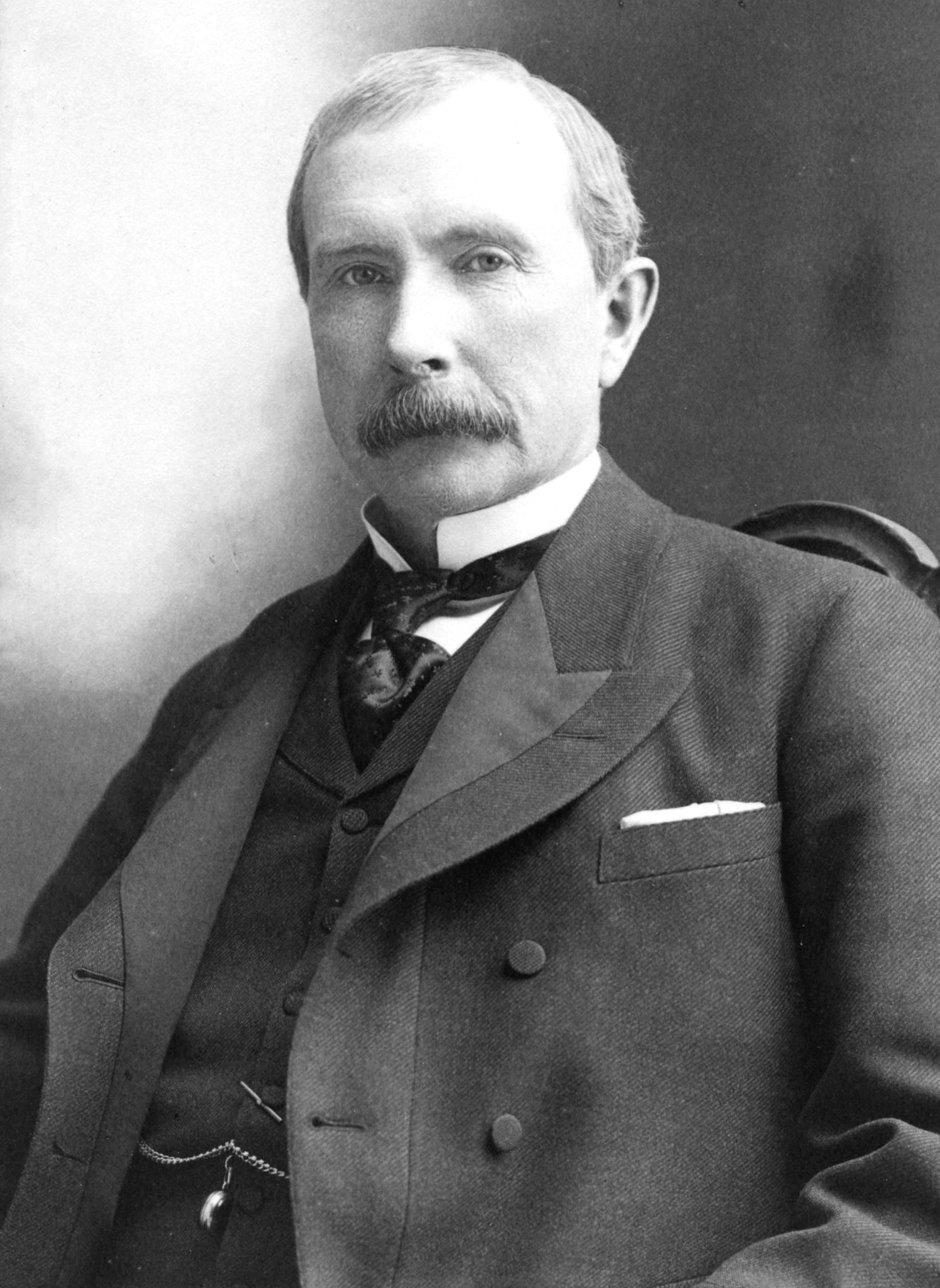
John D. Rockefeller, industriaș american
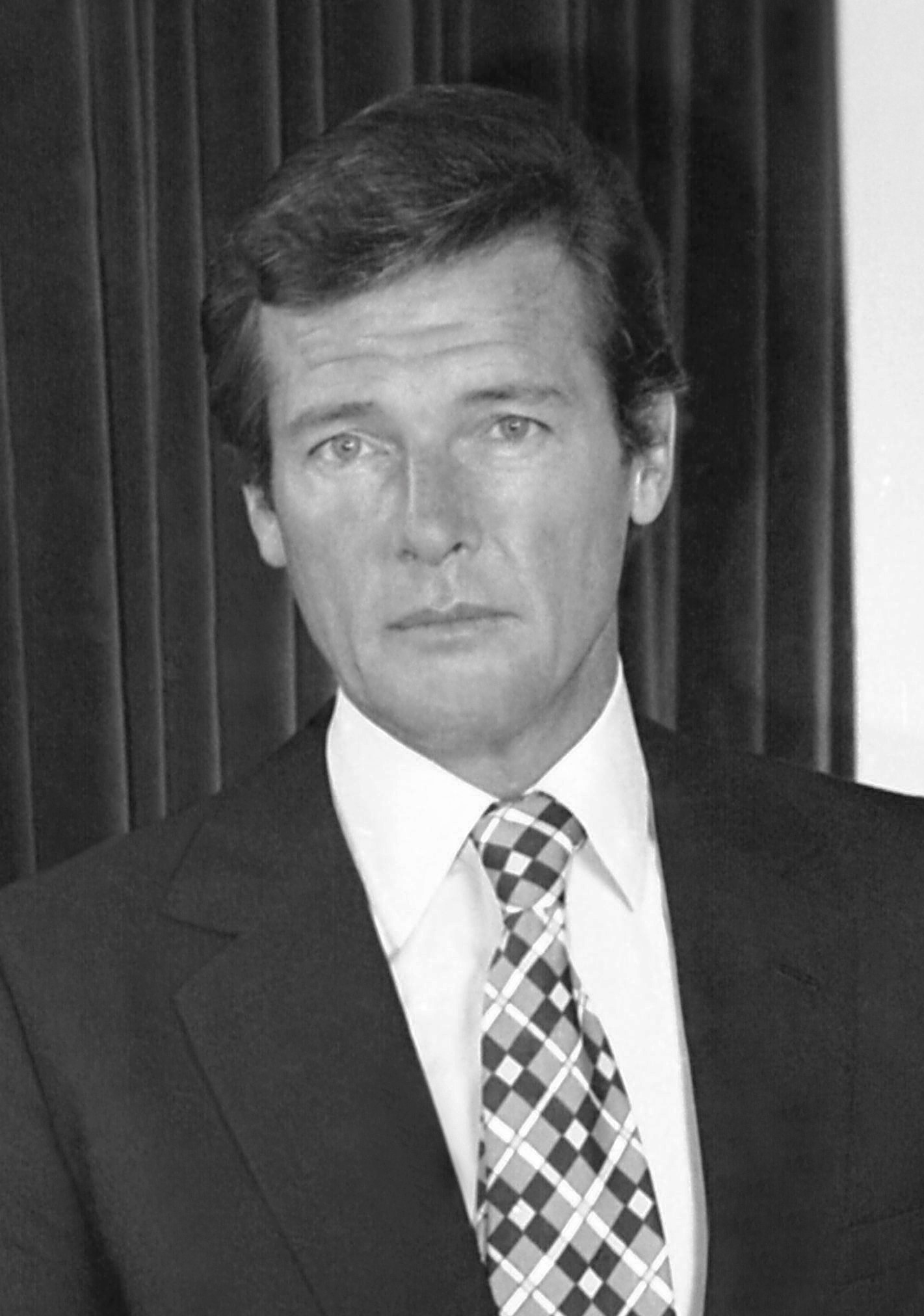
Roger Moore, actor britanic

- 1945: Heinrich Himmler, comandant nazist german (n. 1900)
- 1992: Giovanni Falcone, procuror italian (n. 1939)
- 2002: Pierre de Boisdeffre, istoric, diplomat și critic literar francez (n. 1926)
- 2010: Leonida Georgievna, Mare Ducesă a Rusiei (n. 1914)
- 2013: Georges Moustaki, cântăreț francez (n. 1934)
- 2015: John Forbes Nash Jr., matematician american, laureat al Premiului Nobel (n. 1928)
- 2017: Roger Moore, actor britanic (n. 1927)
- 2021: Max Mosley, pilot de curse auto, avocat englez (n. 1940)
- 2022: Francesco Ferrari, politician italian (n. 1946)
- 2022: Anita Gradin, politiciană suedeză (n. 1933)
- 2022: Ilkka Suominen, politician finlandez (n. 1946)
- 2025: Sebastião Salgado, fotograf și fotojurnalist brazilian (n. 1944)

## Sărbători
- Ziua Mondială a Broaștelor Țestoase
- Ziua Națională a Aromânilor
- Ziua Muncii (Jamaica)
- Ziua Studenților (Mexic)

##### În calendarul creștin-ortodox
- Cuv. Mihail Mărturisitorul, episcopul Sinadei; Sf. Maria lui Cleopa

##### În calendarul greco-catolic
- Cuv. Mihail Mărturisitorul al Sinadei; Sf. Maria lui Cleopa

##### În calendarul romano-catolic
- Sf. Dezideriu, ep. martir; Fericitul Vilmos Apor, ep. martir.